# Блохівська точка
Блохівська точка (англ. Bloch point) — це точкова топологічна сингулярність у тривимірному магнітному векторному полі, де вектор намагніченості зникає, а напрямки спінів орієнтовані у всі просторові напрямки. Такі структури є важливими об'єктами дослідження в мікромагнетизмі та спінтроніці.

## Історія
Поняття блохівської точки було вперше введено в 1960-х роках Е. Фельдткеллером та В. Дерінгом. У своїх роботах вони описали ці сингулярності як точкові дефекти в магнітних структурах, де намагніченість зникає, а спіни орієнтовані у всіх напрямках навколо точки. Зокрема, Дерінг у 1968 році опублікував статтю «Point Singularities in Micromagnetism», де детально розглянув ці структури.

## Фізичний зміст
У феромагнетиках намагніченість описується векторним полем {\displaystyle {\vec {M}}({\vec {r}})}. У звичайних доменних стінках (наприклад, стінка Блоха) намагніченість обертається в площині або навколо осі. У випадку блохівської точки вектор намагніченості у точці зникає: {\displaystyle {\vec {M}}=0}, а навколо неї змінює орієнтацію в трьох вимірах — створюючи топологічну особливість.

## Виникнення у блохівських лініях та інших структурах
Блохівські точки зазвичай виникають як кінцеві або перехідні точки вздовж так званих блохівських ліній або в скірміонах. У таких структурах вектор намагніченості в середині зберігає модуль, але змінює напрямок.
Коли блохівська лінія закінчується або розривається, або в процесі перемагнічування, виникає точка, в якій напрямки спінів «стікаються» з усіх боків — утворюючи сингулярність. Саме ця точка і є блохівською точкою. Вона не має стабільного вектора намагніченості й виступає аналогом точкового топологічного дефекту, подібного до монополя в електродинаміці, але в контексті магнітного порядку.
Всі можливі шляхи виникнення блохівських точок у мікромагнітних структурах описуються в межах теорії симетрії (теорії груп).

## Сучасні дослідження
Сучасні дослідження блохівських точок зосереджені на їхньому вивченні в наноструктурах та можливостях практичного застосування. Зокрема, дослідження, опубліковане в журналі «Scientific Reports», демонструє можливість стабілізації блохівських точок у наноструктурах з двома шарами, які мають протилежну хіральність. Автори показали, що такі точки можуть бути стабільними та керованими за допомогою електричних струмів, що відкриває перспективи для їхнього використання в спінтроніці.

## Застосування
Блохівські точки є об'єктом активних досліджень у спінтроніці, особливо в контексті топологічного зберігання інформації, контролю динаміки доменних стінок та наномагнітної логіки. Їхня здатність швидко перемикатись між різними станами робить їх перспективними для застосування у високошвидкісних елементах пам'яті.